# Szilágyi Zoltán (úszó)
Szilágyi Zoltán (Budapest, 1967. június 21. –) magyar úszó. Jogi végzettséggel rendelkezik, úszói pályafutása befejezését követően ügyvédként, üzletemberként dolgozik. Emellett a Magyar Sportjogász Társaság alelnöke, a Pázmány Péter Katolikus Egyetem előadója.

## Sportolói pályafutása
Első jelentősebb sikere az 1981-es ifjúsági barátság versenyen 1500 méter gyorson elért győzelme volt. 1982-ben az ifjúsági Európa-bajnokságon gyorsúszásban 1500 méteren első 200 és 400 méteren második volt. Az 1983-as ifi Eb-n 200 m gyorson 2, 400 m gyorson 3., 1500 m gyorson 7. volt. 1984-ben nyerte az első felnőtt magyar bajnoki aranyérmeit. Az 1985-ös úszó-Európa-bajnokságon 400 méter gyorson ötödik, 1500 méter gyorson 13. volt. Az 1986-os úszó-világbajnokságon 200 és 400 méter gyorson kiesett a selejtezőben. Az 1987-es úszó-Európa-bajnokságon 400 m gyorson hatodik, 200 m gyorson helyezetlen volt. Az 1988. évi nyári olimpiai játékokon 400 m gyorson 16., 200 m gyorson 34. helyezést ért el.
Az 1989-es úszó-Európa-bajnokságon 400 m gyorson és 4 × 200 m gyors váltóban hetedik, 200 m gyorson helyezetlen volt. Az 1991-es úszó-világbajnokságon 400 m gyorson 6., 1500 méter gyorson 12. lett. Az 1991-es úszó-Európa-bajnokságon 400 és 1500 méter gyorson nyolcadik helyen ért célba. Az 1992. évi nyári olimpiai játékokon 200 méter gyorson kizárták, 400 méter gyorson 20., 1500 méter gyorson 21 lett.
1993-ban autóbaleset érte. Emiatt hosszabb időt kihagyott.

## Eredményei
- világbajnoki 6.: 1991 (400 m gyors)
- Európa-bajnoki 5.: 1985 (400 m gyors)
- magyar bajnok: 1983-2, 1984-4, 1985-4, 1985-4, 1986-6, 1987-3, 1988-3, 1989, 1990, 1991-2

### Magyar bajnokság
50 méteres medence
|                  | 1982 | 1983 | 1984 | 1985 | 1986 | 1987 | 1988 | 1989 | 1990 | 1991 | 1992 |
| ---------------- | ---- | ---- | ---- | ---- | ---- | ---- | ---- | ---- | ---- | ---- | ---- |
| 50 m gyors       |      |      |      |      | 3.   | 4.   |      |      |      |      |      |
| 100 m gyors      |      |      | 2.   | 4.   | 1.   | 2.   | 1.   | 2.   | 6.   | 5.   | 4.   |
| 200 m gyors      |      |      | 1.   | 1.   | 1.   | 2.   | 2.   | 1.   | 2.   | 2.   | 4.   |
| 400 m gyors      |      |      | 1.   | 1.   | 1.   | 1.   | 1.   | 2.   | 2.   | 1.   | 1.   |
| 1500 m gyors     |      |      | 1.   | 2.   |      |      |      |      | 1.   | 1.   | 1.   |
| 100 m hát        |      |      |      |      |      | 6.   |      |      |      | 6.   |      |
| 200 m hát        |      |      |      |      |      |      |      |      |      | 6.   |      |
| 200 m pillangó   |      |      |      |      |      |      | 6.   | 5.   | 6.   |      | 4.   |
| 200 m vegyes     |      |      |      |      |      | 8.   |      |      |      |      |      |
| 400 m vegyes     |      |      |      |      |      |      |      |      | 5.   | 4.   |      |
| 4 × 100 m gyors  | 1.   | 1.   | 2.   | 1.   | 1.   | 1.   | 1.   | 4.   |      |      |      |
| 4 × 200 m gyors  | 2.   | 1.   | 1.   | 1.   | 1.   | 1.   | 1.   | 2.   |      |      |      |
| 4 × 100 m vegyes |      |      | 3.   | 3.   | 1.   | 2.   | 3.   | 3.   |      |      |      |

## Rekordjai
100 m gyors
- 53,05 országos csúcs (Budapest, 1986. július 18.)
- 52,57 országos csúcs (Budapest, 1988. augusztus 18.)

200 m gyors
- 1:52,70 országos csúcs (Budapest, 1986. április 3.)
- 1:52,16 országos csúcs (Budapest, 1986. július 17.)
- 1:50,78 országos csúcs (Budapest, 1989. július 13..)

400 m gyors
- 3:54,79 országos csúcs (Budapest, 1986. július 19.)
- 3:53,10 országos csúcs (Strasbourg, 1987. augusztus 21.)
- 3:52,17 országos csúcs (Budapest, 1989. július 16.)
- 3:51,55 országos csúcs (Perth, 1991. január 21.)

800 m gyors
- 8:10,40 országos csúcs (Monte-Carlo, 1988. május 6.)
- 8:07,40 országos csúcs (Monte-Carlo, 1989. június 8.)

## Családja
Lányai Szilágyi Liliána (1996) ifjúsági olimpiai és Európa-bajnok úszó, valamint Szilágyi Gerda (2003) úszó. Liliána 2021. december 29-én fizikai, lelki és szexuális bántalmazással vádolta meg az apját. Szilágyi Zoltán másnap a sajtóhoz eljuttatott válaszában tagadta a vádakat és büntetőeljárást kezdeményezett. A Magyar Úszó Szövetség vizsgálatot indított Szilágyi Zoltán edzői tevékenységével kapcsolatban.